# Principato di Bayreuth
Il Principato di Bayreuth (o Brandeburgo-Bayreuth) fu un principato sovrano del Sacro Romano Impero che aveva il suo centro nella città bavarese di Bayreuth. Sino al 1604 venne conosciuto col nome di Principato di Kulmbach (o Brandeburgo-Kulmbach). La casa regnante degli Hohenzollern istituì qui un Margraviato con diritto di voto al Reichstag.

## Storia

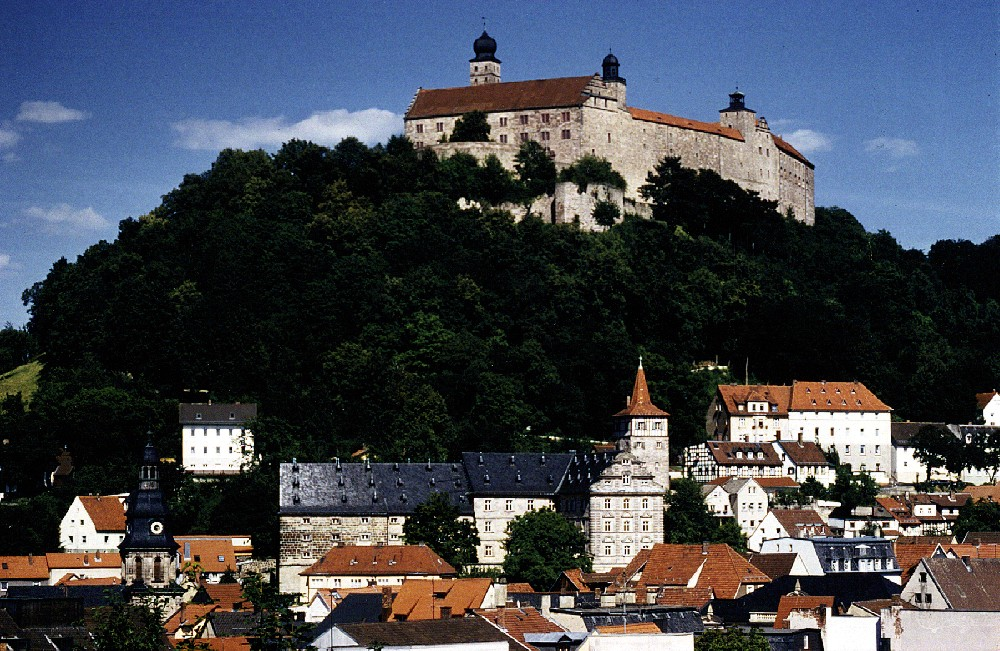
L'antica fortezza medievale di Plassenburg presso Kulmbach.

Il principato venne stabilito dopo la morte del Burgravio Federico V di Norimberga il 21 gennaio 1398, quando le sue terre vennero divise tra i suoi figli. Il figlio maggiore, Giovanni III, ricevette Bayreuth e il minore, Federico VI, ricevette Ansbach.
I due principati vennero poi riuniti in un unico stato ad opera di Federico che, dopo la morte di Giovanni, l'11 giugno 1420, ne assunse l'eredità. Federico divenne Principe elettore di Brandeburgo col nome di Federico I nel 1415, e alla sua morte, avvenuta il 21 settembre 1440, i suoi territori vennero divisi tra i suoi figli; Kulmbach (Bayreuth) andò al maggiore, Giovanni "l'Alchimista", mentre al secondo, Federico, spettò il Brandeburgo e Ansbach passò al terzo figlio, Alberto Achille.
Giovanni l'Alchimista rinunciò ai propri diritti nel 1457, e perciò Kulmbach (Bayreuth) passò al fratello, Alberto Achille, Margravio di Brandeburgo. In questo modo il Principato di Bayreuth passò ad un ramo cadetto della casata dei margravi di Brandeburgo, conosciuti comunemente col nome di margravi di Brandeburgo-Bayreuth. Il principato entrò a far parte della Provincia della Franconia nel 1500.

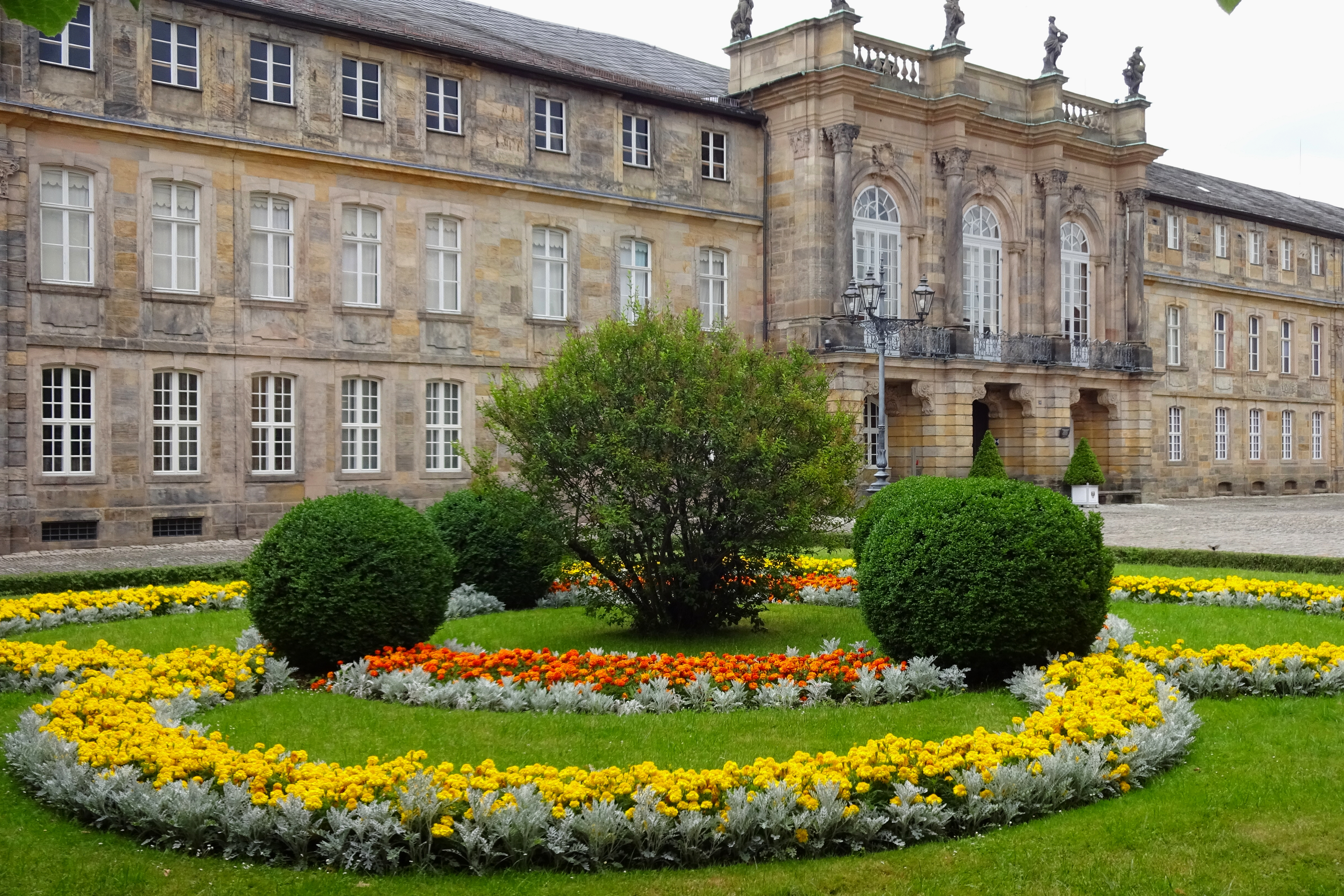
Il palazzo di Bayreuht

Nel 1655 Bayreuth venne divisa nel Brandeburgo-Bayreuth e nel Brandeburgo-Kulmbach, ma le terre vennero riunite nel 1726. L'ultima linea di Brandeburgo-Bayreuth si estinse il 20 gennaio 1769 con la morte del Margravio Federico Cristiano, e Bayreuth passò a Carlo Alessandro di Brandeburgo-Ansbach. Il 2 dicembre 1791, Carlo Alessandro vendette la sovranità sui suoi principati al Re Federico Guglielmo II di Prussia, e dal 28 gennaio 1792 Bayreuth venne retta dal governatore prussiano Karl August von Hardenberg. Durante la guerra della quarta coalizione antifrancese, il principato di Bayreuth passò ai francesi dall'autunno del 1806 che occuparono lo stato. Dopo la schiacciante sconfitta, la Prussia dovette cedere il territorio dei suoi principati in Franconia all'impero francese con la Pace di Tilsit nel 1807. Pur mantenendo le strutture amministrative prussiane, il principato venne inizialmente posto sotto l'amministrazione militare francese. Napoleone considerava il principato solo come un territorio di riserva, destinato a futuri scambi territoriali. Già nel 1808 egli provò ad offrirlo al congresso di Erfurt al regno di Baviera al prezzo di 25.000.000 di franchi, rilanciando poi per 15.000.000 di franchi. Inizialmente titubante, il regno pagò infine l'ultima cifra richiesta nel 1810. Col passaggio alla Baviera il 30 giugno di quello stesso anno, il principato di Bayreuth terminò di esistere.

## Margravi di Bayreuth
- 1397: Giovanni III di Norimberga
- 1420: Federico I di Brandeburgo
- 1440: Giovanni l'Alchimista
- 1457: Alberto I Achille (anche Margravio di Brandeburgo dal 1470)
- 1464: Federico II di Brandeburgo
- 1486: Sigismondo
- 1495: Federico III (anche Margravio di Ansbach col nome di Federico I)
- 1515: Casimiro
- 1527: Alberto Alcibiade
- 1553: Giorgio Federico (anche Margravio di Ansbach)
- 1603: Cristiano
- 1655: Cristiano Ernesto
- 1712: Giorgio Guglielmo
- 1726: Giorgio Federico Carlo (precedentemente Margravio di Kulmbach dal 1708)
- 1735: Federico IX
- 1763: Federico Cristiano
- 1769: Carlo Alessandro Margravio di Ansbach

il 16 gennaio 1791 il Principato viene venduto alla Prussia